# Gravats

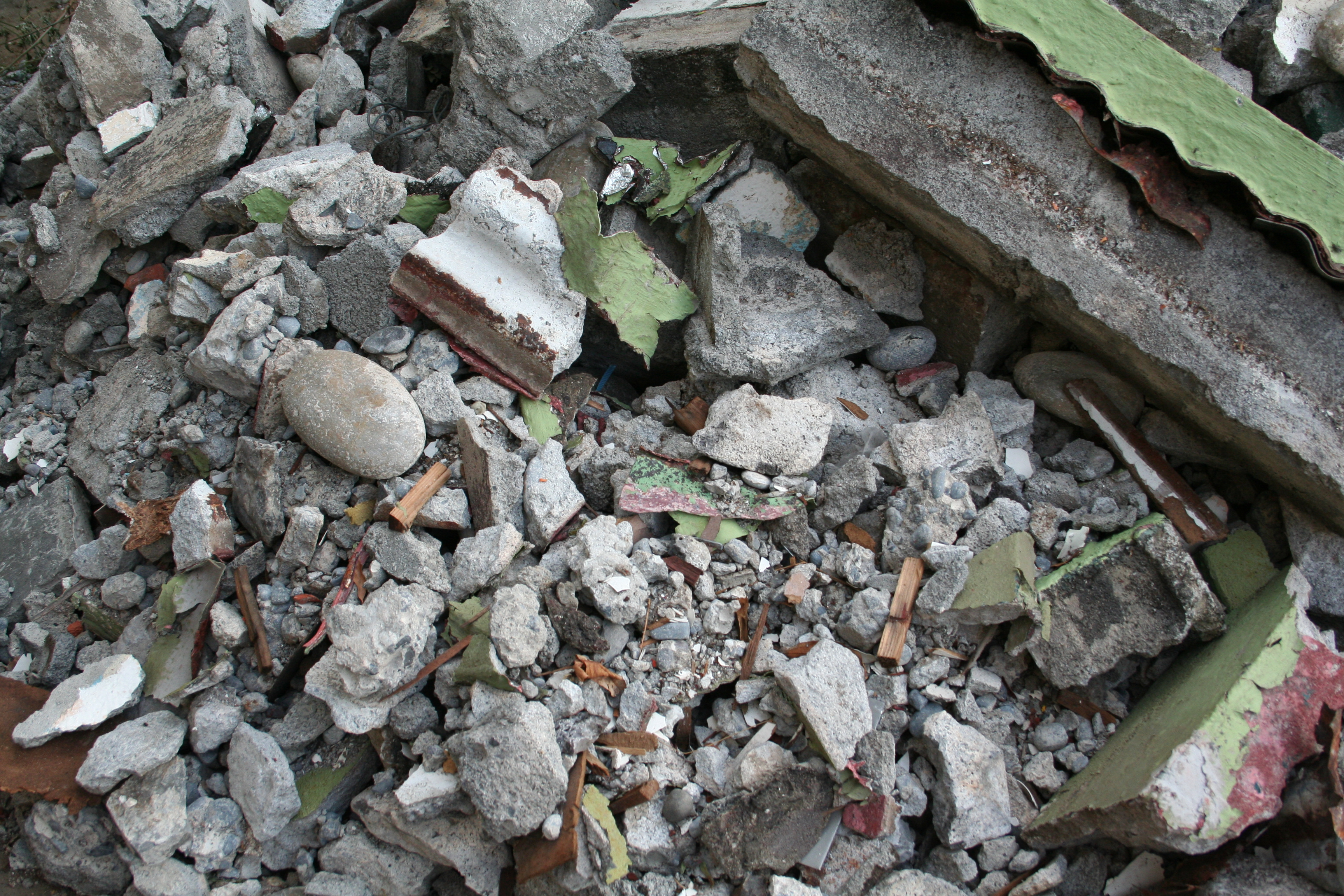
Gravats de ciment et parpaings.

Gravats déblayés sur bord de route (Devonshire Street) après l'incendie de Boston.

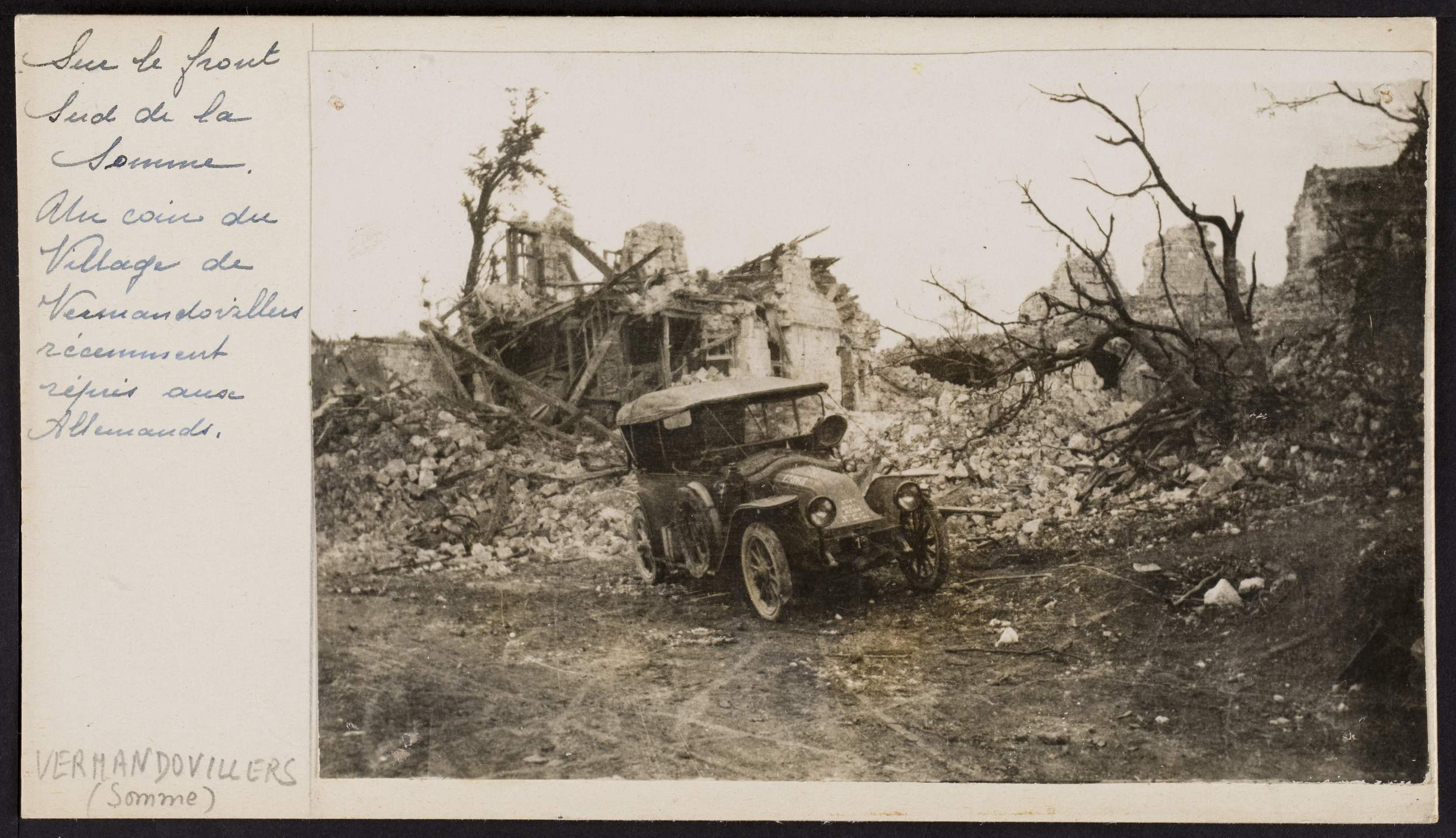
Gravats de séquelles de guerre (susceptibles de contenir des munitions non explosées ; ici à Vermandovillers sur le front de la Somme lors de la Première Guerre mondiale).

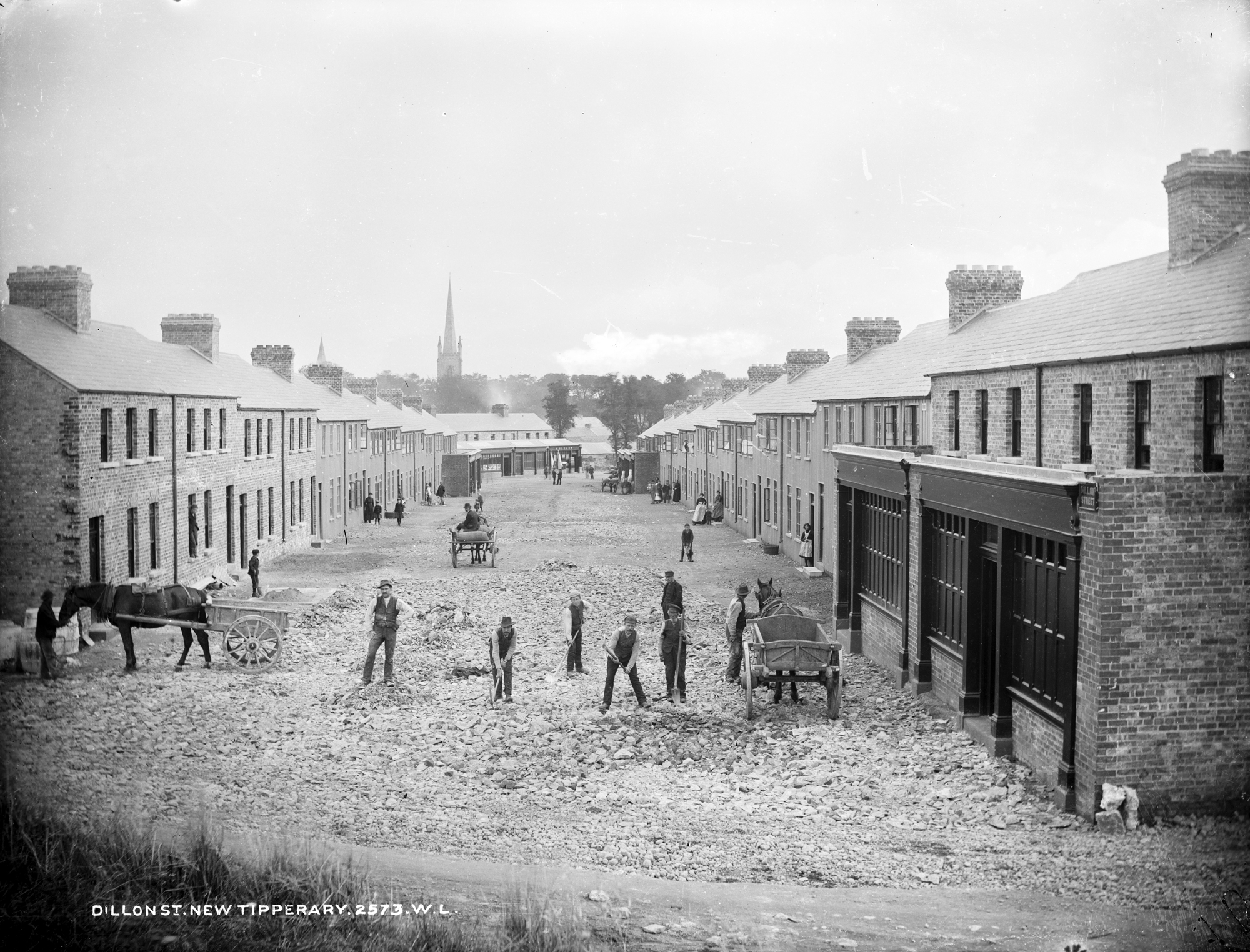
Exemple de recyclage de bricaillon et gravats en fond de couche dans une rue du XIXe siècle (vers 1890).

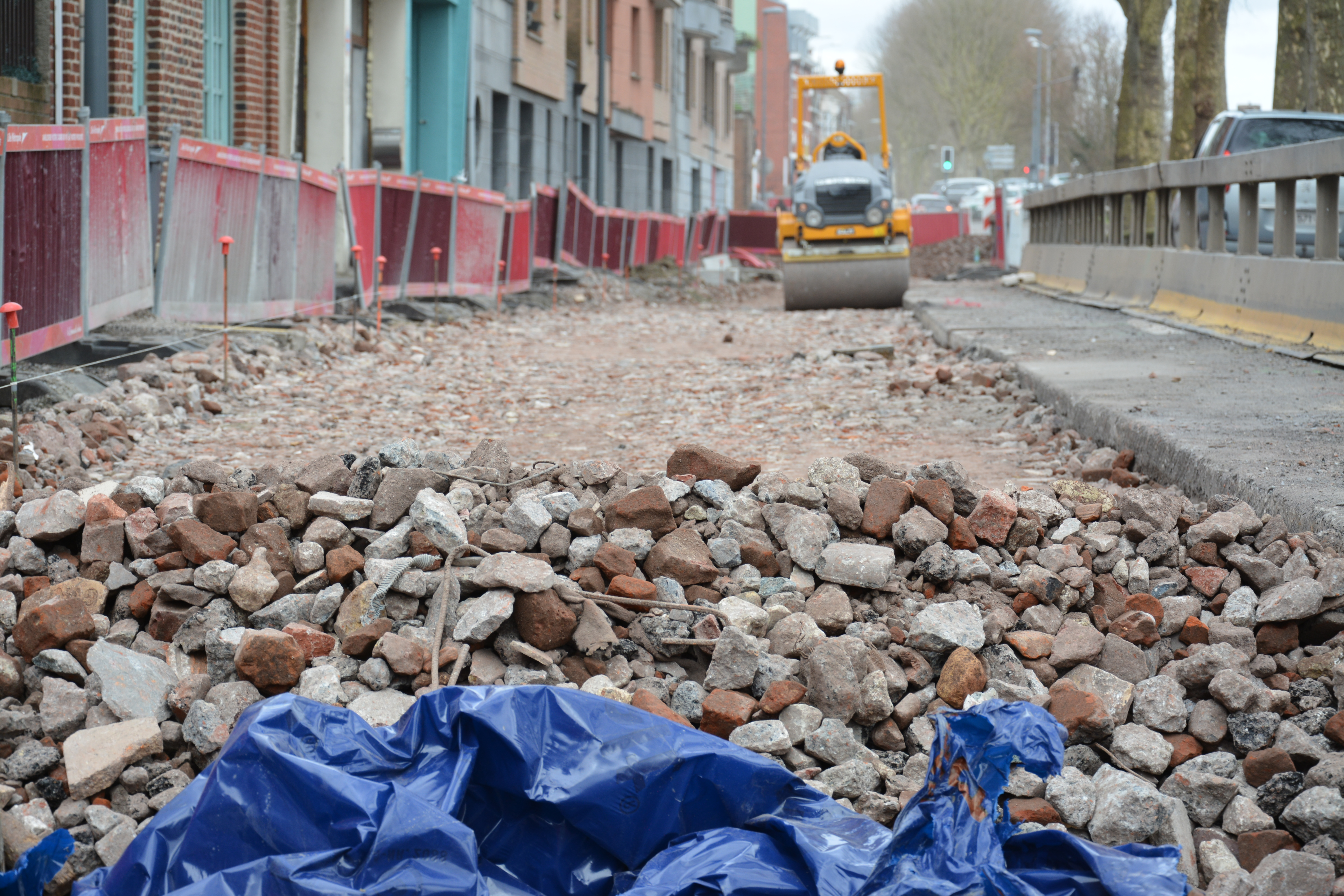
Exemple contemporain de recyclage de gravats (riche en bricaillon) en fond de couche routière à Lambersart, le long d'un bras de la Deûle canalisée.

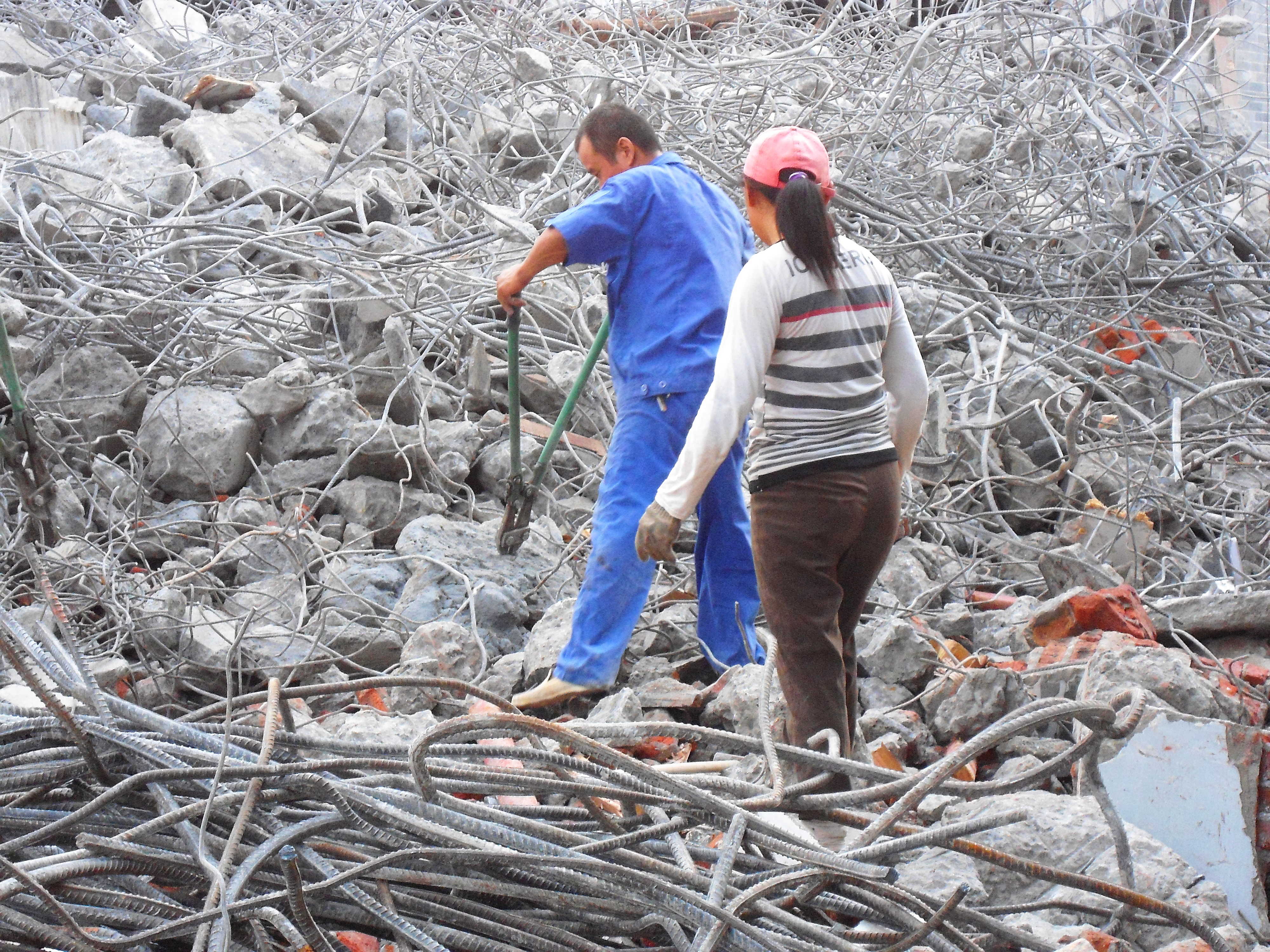
Ouvrier chinois en train de récupérer une partie des fers à béton dans les gravats de démolition d'un bâtiment en béton armé sur un chantier de la ville de Haikou, dans la province du Hainan, en Chine.

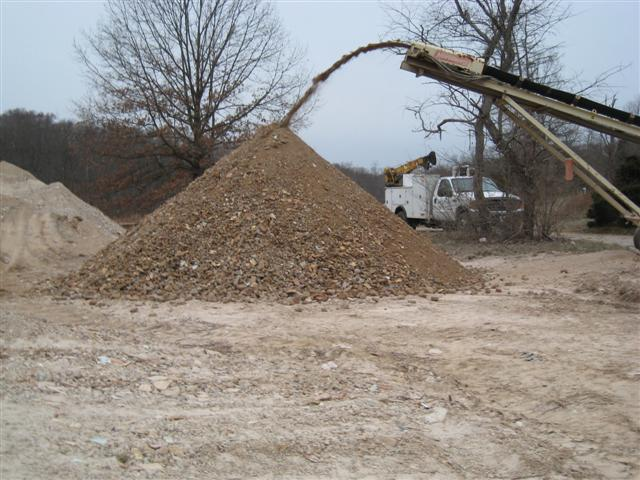
Concassage de briques.

Les gravats (ou gravois, en ancien français), sont une catégorie de déchets constitués de débris de petit calibre, résultant de la démolition, de la construction ou de l'effondrement des bâtiments. Ils peuvent être ramassés grâce à une grosse pelle.
Quand la part de briques domine, on parle aussi de « bricaillon ».

## Aspects quantitatifs
Ils sont produits en quantité importantes (supérieure aux déchets ménagers dans certains pays). À titre d'exemple, dans les années 1990 en République fédérale d'Allemagne, le secteur du BTP produisait 0,53 t de gravats, 0,16 t de déchets de chantiers et 0,33 t de matériaux de démolition de routes sont produits chaque année et par habitant[pas clair].

## Aspects environnementaux et sanitaires
Généralement rejetés dans la nature, en étant réputés inertes, certains gravats peuvent pourtant être polluants et significativement dégrader la qualité de l'air (source de poussière éventuellement polluante si elle contient du plomb ou de l'amiante), de l'eau (en raison de peintures au plomb ou de contamination par des pesticides utilisés pour le traitement des bois traités) ou de certains sols (en augmentant notamment leur pH) et en modifiant le cycle de l'eau et la qualité de l'eau. Les gravats de constructions anciennes peuvent notamment contenir :
- des restes d'amiante ;
- des restes de peintures ou d'enduits ou vernis toxiques (par exemple à base de plomb, comme le minium de plomb et/ou la céruse de plomb, sources de risque de saturnisme) ;
- des poussières allergènes issues de torchis anciens, de résidus d'isolants fibreux (laine de roche, laine de verre) ou mousseux (mousse de polyuréthane) ou issue du concassage (poussière siliceuse issue des sables fins utilisés dans le ciment) peuvent poser des problèmes de santé environnementale.

En France, le diagnostic plomb, le diagnostic amiante et bientôt le Carnet numérique d'entretien et de suivi du logement, ou certains processus de déconstruction durable, visent à contribuer à réduire les risques et incertitudes.

## Recyclage
Il existe sans doute depuis l'invention du mortier et de la pierre taillée. Il a notamment été utilisé par les cantonniers.
Après les avoir évacués du chantier à l'aide de tombereaux, péniches, wagons, etc., on procède de plus en plus souvent à un concassage, déferraillage, lavage puis un tri pour permettre leur réutilisation comme matériau de construction (granulats) in situ ou en d'autres sites. Les gravats peuvent être tamisés en matériaux de tailles différentes.
Selon des études faites en Autriche, des gravats recyclés propres (dépourvus de plâtre et d'autres sulfates et lavés) peuvent constituer jusqu'à 50 % des granulats utilisés dans les nouvelles constructions tout en obtenant des résistances de béton de 25 à 30 N/mm2.
Selon Baumann et al., en 2013, il est possible d'utiliser des gravats de béton pour stocker du CO2 par carbonatation (mais sans pouvoir récupérer plus 30 % du CO2 émis lors de la fabrication de ce béton.

## Statut
- En Europe, les gravats sont considérés comme déchets (déchet banal ou spécial selon leur éventuelle contamination par un ou plusieurs polluants) quand ils sont destinés à être envoyés en décharge.
- Dans les processus de déconstruction, d'aménagement durable et de ville renouvelée sur elle-même, ils sont de plus en plus prisés comme matériaux à recycler, éventuellement in situ, pour être réutilisés peu après dans la construction (dans un béton ou en fond de couche) ou en fond de couche routière par exemple.

## Conditions de réutilisation ou de mise en décharge
Quel que soit leur devenir, certains gravats doivent être analysés ou expertisés pour plusieurs raisons :
- afin de vérifier qu'ils ne contiennent pas de plâtre qui peut inhiber la prise du ciment ou d'autres liants hydrauliques en cas d'utilisation de gravats recyclés dans un béton ou en fond de couche[7] ;
- afin de vérifier qu'ils sont suffisamment indemnes de métaux lourds, HAP, peintures toxiques, amiante, ou d'autres contaminants ;
- afin de vérifier qu'ils n’interagiront pas négativement avec le substrat naturel (en milieu naturellement acide par exemple) là où ils seront épandus ;
- pour vérifier qu'ils ne contiennent pas de munitions non explosées ou toxiques, lorsqu'il s'agit de gravats provenant de ruines de guerre ou restes d'installations industrielles accidentellement détruites.

## En géologie
Les géologues utilisent parfois aussi le mot « gravats » pour désigner des amas de gros graviers,.